# آنگولاسور
آنگولاسور(نام علمی: Angolasaurus) نام یک سرده از تیره موساسوریان است.